# Vandykea
Vandykea is een kevergeslacht uit de familie van de boktorren (Cerambycidae). De wetenschappelijke naam van het geslacht werd voor het eerst geldig gepubliceerd in 1932 door Linsley.

## Soorten
Vandykea is monotypisch en omvat slechts de volgende soort:
- Vandykea tuberculata Linsley, 1932